# Pauline van den Driessche

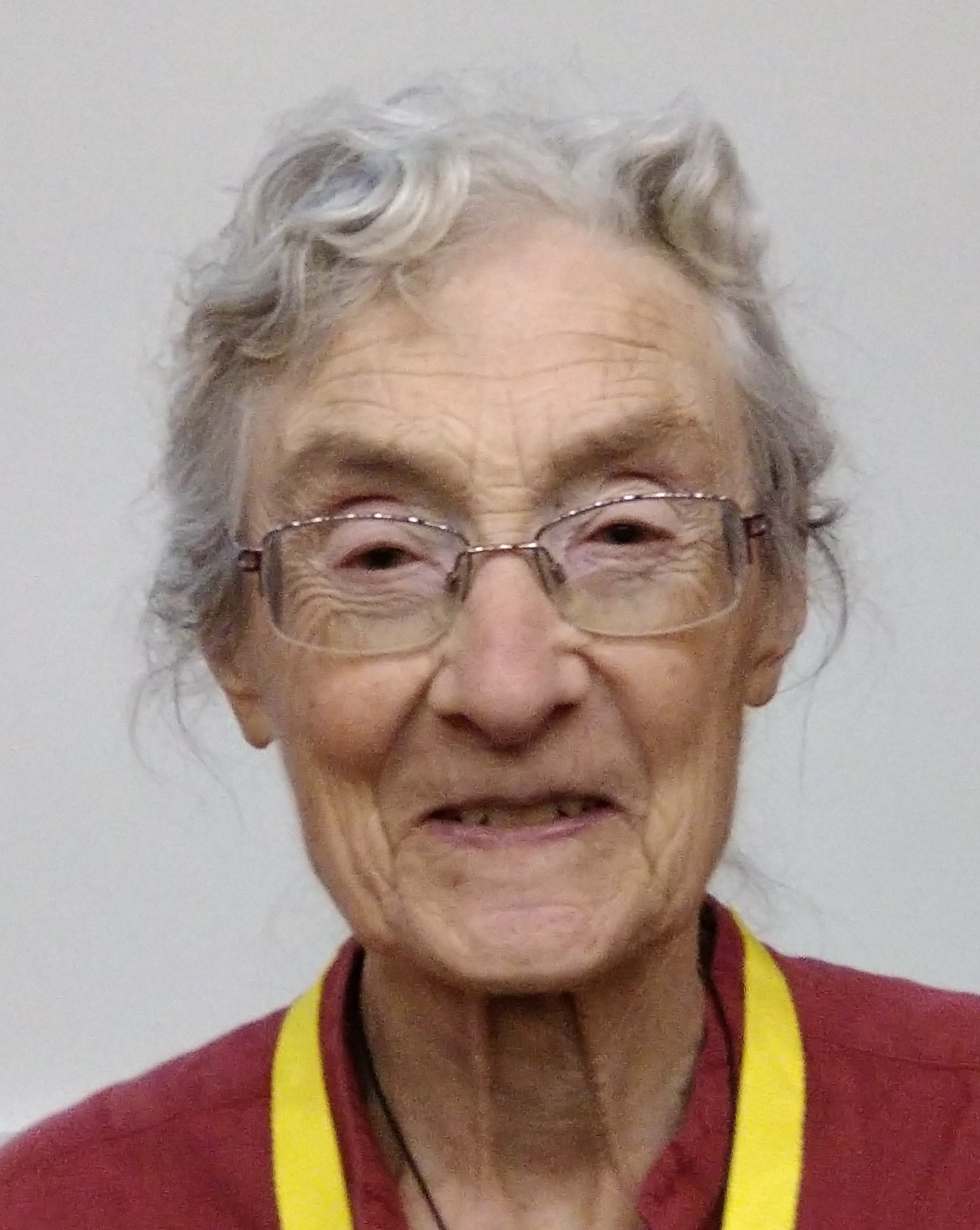
Pauline van den Driessche

Pauline van den Driessche  (* 1941) ist eine britisch-kanadische Mathematikerin.
Pauline van den Driessche studierte am Imperial College London mit dem Bachelorabschluss 1961 und dem Masterabschluss 1963 und wurde 1964 am University College of Wales mit einer Dissertation über Hydrodynamik promoviert. 1965 wurde sie Assistant Professor und später Professor an der University of Victoria. 2006 wurde sie emeritiert.
Sie befasste sich mit Anwendungen der Mathematik in der Biologie, zum Beispiel Differentialgleichungen mit Verzögerungen und Hopf-Bifurkationen, globaler Stabilität dynamischer Systeme, Anwendungen in der Ökologie, neuronalen Netzwerken, mathematischer Epidemiologie (u. a. wie sich Veränderungen der Bevölkerung und Einwanderung auf Epidemien auswirken, Modellierung verschiedener Epidemien, Basisreproduktionszahl) und mit linearer Algebra. Sie leistete Beiträge zur kombinatorischen Matrizen-Analysis, insbesondere den Zusammenhang des Vorzeichenmusters einer Matrix mit ihrer Stabilität. Sie ist Ko-Autorin und Ko-Herausgeberin eines Lehrbuchs über mathematische Epidemiologie.
2007 erhielt sie den Krieger-Nelson-Preis und war im selben Jahr die erste Olga Taussky Todd Lecturer auf dem ICIAM in Zürich, für 2022 erhielt sie den Hans-Schneider-Preis für lineare Algebra. 2013 wurde sie Fellow der SIAM und erhielt die David H. Turpin Goldmedaille der University of Victoria. 2019 erhielt sie den Forschungspreis der Canadian Applied and Industrial Mathematics Society (CAIMS). Sie ist eine hochzitierte Wissenschaftlerin (Thompson Reuters).

## Schriften (Auswahl)
- mit S. Busenberg: Analysis of a disease transmission model in a population with varying size, Journal of Mathematical Biology, Band 28, 1990, S. 257–270
- mit H. W. Hethcote: Some epidemiological models with nonlinear incidence, Journal of Mathematical Biology, Band 29, 1991, S. 271–287
- mit m. Kot, M. A. Lewis: Dispersal data and the spread of invading organisms, Ecology, Band 77, 1996, S. 2027–2042
- mit K. L. Cooke: Analysis of an SEIRS epidemic model with two delays, Journal of Mathematical Biology, Band 35, 1996, S. 240–260
- mit X. Zou: Global attractivity in delayed Hopfield neural network models, SIAM Journal on Applied Mathematics, Band 58, 1998, S. 1878–1890
- mit F. Brauer: Models for transmission of disease with immigration of infectives, Mathematical Biosciences, Band 171, 2001, S. 143–154
- mit J. Watmough: Reproduction numbers and sub-threshold endemic equilibria for compartmental models of disease transmission, Mathematical Biosciences, Band 180, 2002, S. 29–48
- mit W. F. Fagan, M. A. Lewis, M. G. Neubert: Invasion theory and biological control, Ecology Letters, Band 5, 2002, S. 148–157
- mit J. Arino, C. C. McCluskey: Global results for an epidemic model with vaccination that exhibits backward bifurcation, SIAM Journal on Applied Mathematics, Band 64, 2003, S. 260–276
- mit A. B. Gumel, Beni M. Sahai u. a.: Modelling strategies for controlling SARS outbreaks, Proceedings of the Royal Society of London, Serie B, Band 271, 2004, S. 2223–2232
- mit F. Brauer, J. Wu (Hrsg. und Ko-Autoren): Mathematical Epidemiology, Springer 2008
- Reproduction numbers of infectious disease models, Infectious Disease Modelling, Band 2, 2017, S. 288–303